# Pseudolatoia
Pseudolatoia is een geslacht van vlinders van de familie slakrupsvlinders (Limacodidae).

## Soorten
- P. humilis (Mabille, 1890)
- P. oculata Hering, 1957
- P. subrufa Hering, 1957
- P. viettei Hering, 1954